# Eaton, Norfolk
Eaton är en stadsdel i Norwich i distriktet Norwich i grevskapet Norfolk i England. Eaton St Andrew var en civil parish fram till 1890 när blev den en del av Norwich. Civil parish hade 1 237 invånare år 1881. Byn nämndes i Domedagsboken (Domesday Book) år 1086, och kallades då Aietona/Aietuna/Etona/Ettuna/Ettune.